# هنریک مورن
هنریک مورن (انگلیسی: Henrik Morén; ۵ ژانویهٔ ۱۸۸۷ – ۳۱ ژانویهٔ ۱۹۵۶) دوچرخه‌سوار اهل سوئد بود.